# Karel Neubert (vydavatel)

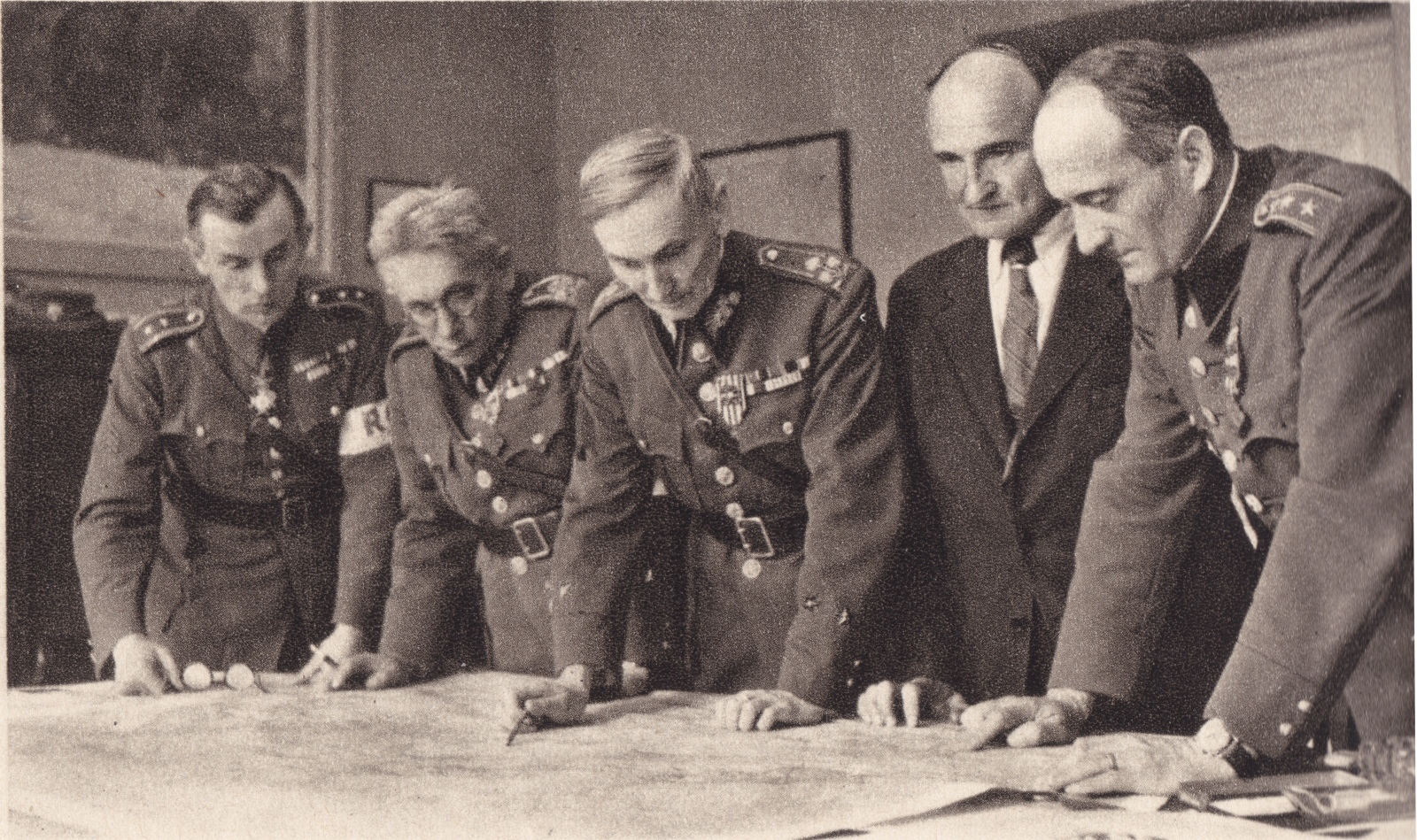
Velitelství "Alex" po Pražském květnovém povstání 1945. Zleva doprava (bez titulů a hodností): Theodor Pokorný; František Slunečko; Zdeněk Novák; Karel Neubert; Raimund Mrázek.

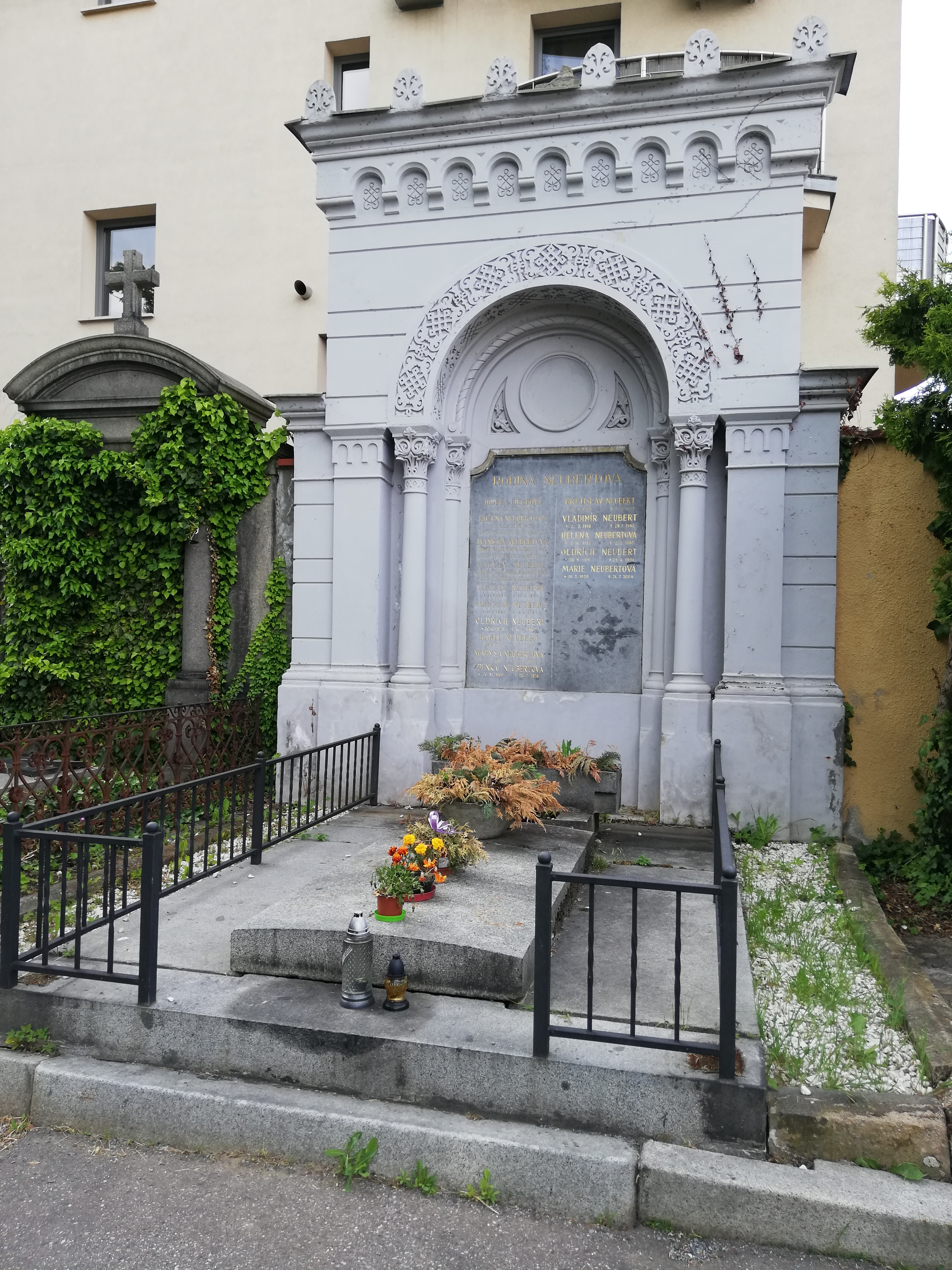
Rodinný hrob na hřbitově Malvazinky v Praze

Karel Neubert (29. června 1894 Praha – 4. srpna 1973 Praha) byl český nakladatel a protinacistický odbojář.

## Život
Karel Neubert se narodil 29. června 1894 v rodině nakladatele Václava Neuberta jako jeho páté, nejmladší dítě. Otec Václav Neubert pocházel z Nové Vsi u Kolína, matka Božena, rozená Figerová, z Josefova.
Vojenskou službu nastoupil jako jednoroční dobrovolník počátkem roku 1914. První světová válka ale způsobila, že byl z vojenské služby uvolněn až v roce 1919, po vojenské akci proti Slovenské republice rad. Z první světové války se zachovaly fotografie Karla Neuberta, které tvořily část výstavy Fotografové války 1914-1918 (Pražský hrad 2011).
8. června 1918 se oženil s Marií (Maryšou) Sitenskou (1899–1976). Od roku 1921 vedl spolu s otcem a bratry rodinný tiskařský podnik, přejmenovaný na Václav Neubert a synové. Karel Neubert řídil provoz hlubotisku, kartografie a nakladatelství.

### Časopis Pestrý týden
Karel Neubert inicioval vznik časopisu Pestrý týden, který řídil až do jeho zániku v roce 1945. Pestrý týden patřil za první republiky k nejlepším ilustrovaným týdeníkům v Čechách. První číslo vyšlo 2. listopadu 1926.
O péči o úroveň časopisu svědčí výběr jeho vedoucích pracovníků:

- Adolf Hoffmeister (odpovědný redaktor 1926-1929)
- Vratislav Hugo Brunner a Milena Jesenská
- Jaromír John (odpovědný redaktor 1929-1934)

Pestrý týden též angažoval špičkové fotografy své doby, jako byli Karel Hájek, Václav Jírů nebo Ladislav Sitenský. Karel Neubert je v tiráži týdeníku uváděn slovy "vede Karel Neubert" minimálně od roku 1933.

### Odbojové aktivity Karla Neuberta
Za Protektorátu spolupracoval Karel Neubert aktivně s odbojem. Udržoval kontakty s Aloisem Eliášem a po jeho zatčení se napojil na Přípravný národní revoluční výbor, později na generála Františka Slunečka a jeho velitelství Alex; po zahájení pražského povstání obsadil 5. května vojensky ČTK. (Detaily odbojových aktivit Karla Neuberta jsou uvedeny v kapitole 2 práce Jana Cebe.)
Na sklonku války patřil k organizátorům Ústředního národního výboru.

## Příbuzenské vztahy
- Otec: Václav Neubert (zakladatel grafických uměleckých závodů, 1852 – 1936)
- Matka: Božena Neubertová, roz. Fiegrová (1857 – 1921)[7]
- Sourozenci:[1] Oldřich Neubert (1878 – 1976), Božena Neubertová, provd. Kozlíková (1879 –1972), Miroslav Neubert (1883 – 1964), Václav Neubert ml. (1884 – 1963)
- Manželka: Marie (Maryša) Neubertová, roz. Sitenská (malířka, 1899 – 1976)
- Děti: Karel Neubert (fotograf, 1926 – 2003),[8] Ladislav Neubert (fotograf, 1927 – 2013), Marie Havlíková roz. Neubertová (1930 – 2014)
- Synovec: Ladislav Sitenský (fotograf, 1919 – 2009)[p 4][9]
- Vnuci: Jan Neubert (fotograf, * 1952),[10] Petra Czumalová, roz. Neubertová (historička umění, * 1957)